# Avalon Hotel

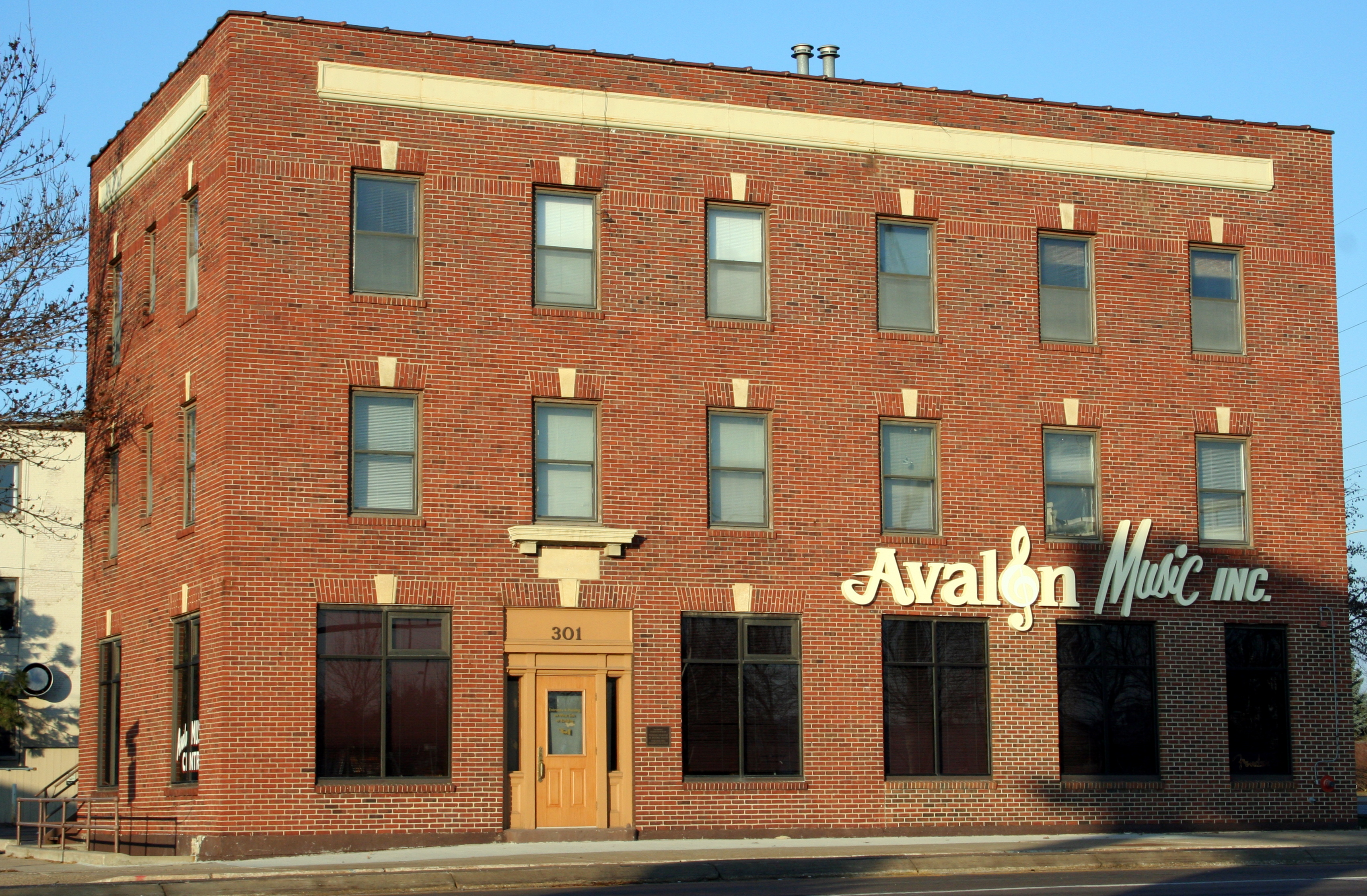
Heutiges Avalon Music.

Das Avalon Hotel ist ein ehemaliges Hotel und gegenwärtig mit Büro- und Geschäftsräumen genutztes Gebäude in Rochester, Minnesota.
Das dreigeschossige Backsteingebäude wurde 1915 am North Broadway in Nähe des Bahnhofs erbaut. Dort wurde es als Northwestern Hotel von Sam Sternberg betrieben. Dieses war das erste koschere Hotel in Rochester. In den 1940er Jahren wurde es vom Afroamerikaner Vern Manning erworben und in Avalon Hotel umbenannt. Bis zur Aufhebung der Rassentrennung war es über mehrere Jahrzehnte das einzige Hotel in Rochester, in dem Afroamerikaner erwünscht waren. Viele Besucher der Mayo Clinic wohnten im Avalon Hotel, darunter bekannte Persönlichkeiten wie Henry Armstrong und Duke Ellington.
1982 wurde das Avalon Hotel in das National Register of Historic Places aufgenommen. Inzwischen wurde es als Büro- und Geschäftsgebäude umgebaut und ist als Avalon Music bekannt.